# Arkusz wydawniczy
Arkusz wydawniczy – jednostka obliczeniowa stosowana w wydawnictwie w celu określenia objętości zawartości treściowej (tekstowej i graficznej) publikacji. Wchodzi w to zarówno wkład autora (lub tłumacza) czyli tzw. arkusz autorski, jak i cały pozostały materiał stworzony lub nadzorowany przez redakcję, o ile nie pochodzi od autora (wstęp, komentarze, recenzje, przedmowy, posłowia, motta, cytaty, indeksy, skorowidze, spis treści, bibliografie, tytuły i śródtytuły, przypisy, paginy, dwójka lub czwórka tytułowa książki (i ew. inne strony metrykalne), zawartość okładki i obwoluty, itp.
Arkusz wydawniczy (tak samo, jak arkusz autorski) wynosi:
- 40 000 znaków typograficznych prozy (ze spacjami), lub
- 700 linijek poezji, lub
- 800 wierszy obliczeniowych (po 50 znaków), lub
- 30 dm² powierzchni ilustracji (także zapisu nutowego, wzorów matematycznych, wzorów chemicznych, diagramów...)

W skład arkusza wydawniczego wchodzą również wszelkie powtórzenia zawartości. W przypadku napisów ozdobnych lub tworzących kompozycję graficzną należy je traktować jako ilustracje, a w przypadku zastosowania ich na okładce lub obwolucie jako ilustrację należy traktować całą powierzchnię papieru. Paginę zwykłą (bieżącą) leżącą samotnie w wierszu liczy się za pół wiersza, jednak jeśli leży w jednym wierszu z paginą żywą liczy się całość jako jeden wiersz. Obwoluta, okładka, strona tytułowa itp. jeśli zawierają tylko napisy w postaci zwykłego tekstu, to liczy się je ryczałtem po 500 znaków. Strony metrykalne (np. z kolofonem, stopką itp.) również liczy się ryczałtowo jako 500 znaków, o ile faktyczna objętość nie jest większa. Ogłoszenia tekstowo-graficzne liczy się jako ilustracje, również tak można traktować ogłoszenia tekstowe w tzw. ramce. Wakatów oraz dużych pustych miejsc w kolumnach opuszczonych i szpicowych nie uwzględnia się. Rozbicia tekstu (np. między akapitami, tytułami, rozdziałami) do trzech wierszy zwykłego tekstu liczy się jako wiersze teoretyczne, czyli takie, jakby były pełnymi wierszami wypełnionymi znakami. Ilustracje obłamane tekstem (o nieregularnym kształcie) liczy się jak ilustracje o powierzchni najmniejszego prostokąta, w którym taką ilustrację można pomieścić.
Arkusz wydawniczy służy do obliczania kosztu własnego książki (czasami także innych wydawnictw) oraz wyprowadzania innych wskaźników ekonomicznych (np. rozliczeń ze studiem DTP lub z drukarnią).